# Giving Voice - La voce naturale
Giving Voice - La voce naturale (sottotitolo: Kristin Linklater, 15 attori e sette storie da Ovidio) è un documentario girato sull'isola di Stromboli (Messina) nel giugno del 2005. Prodotto da Alessandro Fabrizi e Andrea Petrozzi (Worldvideoproduction) e distribuito da Blue Film.

## Trama
Kristin Linklater conduce un gruppo internazionale di attori in un percorso di esplorazione delle loro voci e di sette storie dalle Metamorfosi di Ovidio. Il regista teatrale Alessandro Fabrizi ne creerà uno spettacolo da presentare al pubblico dell'isola.

## Produzione
Le riprese sono state effettuate dai filmaker Roberto de Amicis, Enrico Parenti, Gianclaudio Calderare e Maurizio Musumeci. Tecnico del suono Giuseppe Musella. Coadiuvati da Alessandro Fabrizi, Andrea Ricciardi e Susan Main.
Il materiale girato nell'arco di quattro settimane (550 ore) è stato montato da Barbara Galli e Alessandro Fabrizi in un film di 1h e 31min, uscito al Filmstudio di Roma nel maggio 2008. Musiche di Gianluca Misiti.
I 15 attori: Noel Arthur, Isabelle Byloos, Ken Cheesman, Christian Crahay, Luca De Bei, Paula Langton, Manuela Mandracchia, Laura Mazzi, Gabriele Parrillo, Marco Quaglia, Alessandro Quattro, Maya Sansa, Fabrice Scott, Kate Udall, Valentino Villa.